# Baleron

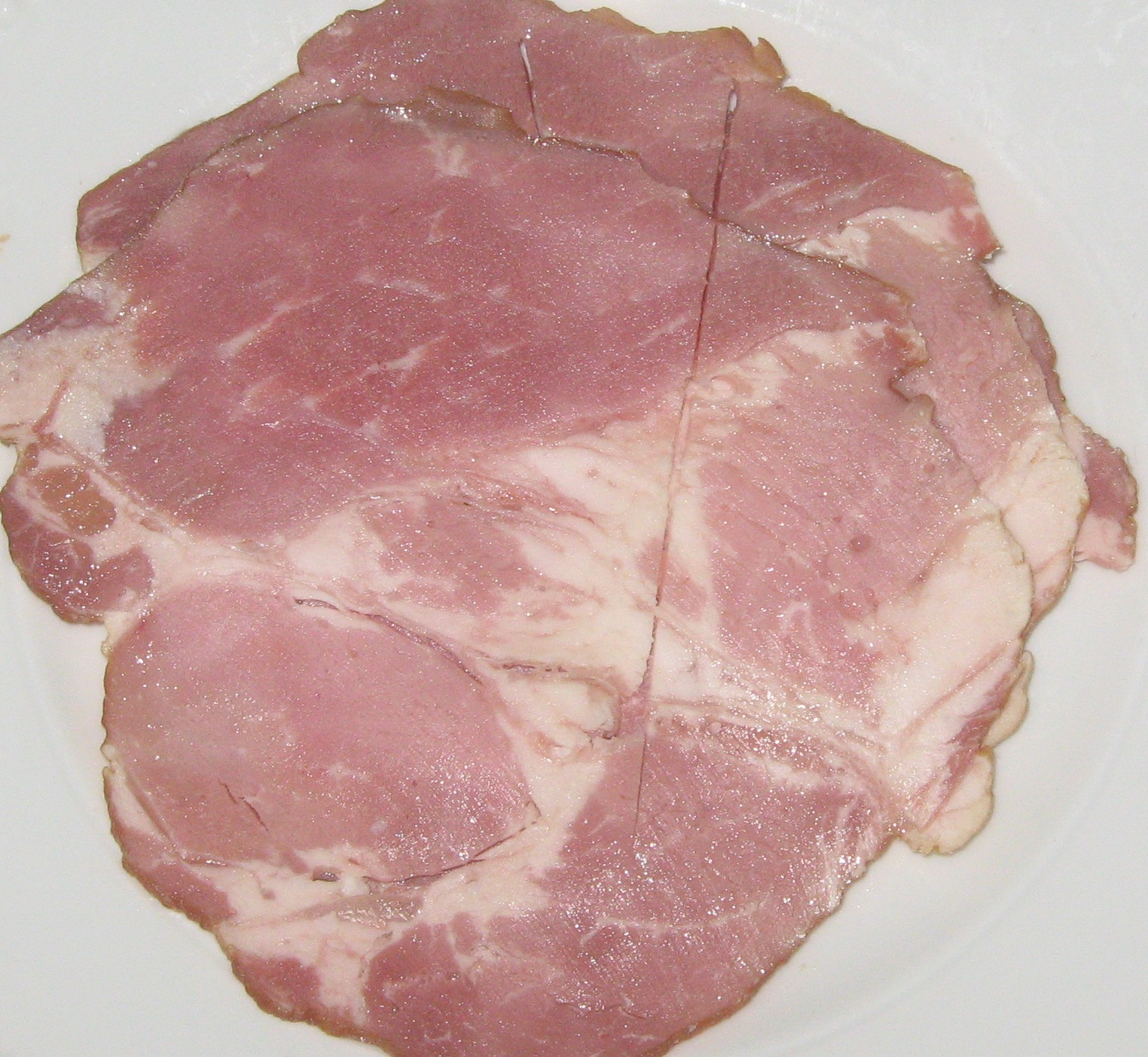
Plastry baleronu

Baleron – wędlina (wędzonka) wyrabiana z peklowanego i wędzonego karczku wieprzowego. Jest obok szynki najwyżej cenioną polską wędliną.

## Etymologia nazwy
„Słownik języka polskiego” z 1898 roku, który definiował baleron jako „szynkę w pęcherzu”, podawał etymologię w postaci francuskiego słowa paleron, oznaczającego zwierzęcą łopatkę. „Słownik wyrazów obcych PWN” z 1980 powtarza tę etymologię, uznając ją za możliwą ale niepewną. Jednak już „Słownik wyrazów obcych nowe wydanie” z 1995 oraz „Uniwersalny słownik języka polskiego” z 2008 wskazują zgodnie jako etymologię nazwy baleron niemiecki prowincjonalizm Ballen-Rolle, który opisuje kształt tej wędliny: Rolle to wałek, a Ballen to występujące na nim brzuśce, efekt sznurowania w procesie produkcyjnym.

## Technologia produkcji
Baleron jest wędzonką, czyli rodzajem wędliny produkowanym z karczku wieprzowego bez kości, w całości lub dużych częściach. Surowiec mięsny jest peklowany, masowany, po czym umieszczany albo w osłonce i sznurowany, albo w siatce kurczliwej. W tej postaci po osadzeniu jest wędzony. Jeśli produktem końcowym ma być baleron gotowany, to po uwędzeniu produkt jest dodatkowo parzony lub gotowany i studzony. Jeśli ta końcowa faza obróbki termicznej nie jest stosowana, to powstaje baleron wędzony. Ostatecznie gotowy baleron chłodzi się.
Plaster baleronu o wadze 17 g dostarcza 26 kcal energii, zawiera 2,6 g białka, 1,7 g tłuszczu, 0,2 g węglowodanów i 0,1 g błonnika, co w przeliczeniu na 100 g produktu daje 150 kcal, 15 g białka, 10 g tłuszczu, 1,3 g węglowodanów i 0,6 g błonnika przy zawartości 80% mięsa w opisywanym produkcie.
W czasopiśmie „Mięsne technologie” K. Stańczyk pisze, że stara, tradycyjna technologia produkcji baleronu daje wydajność od 85% do 90% gotowego wyrobu, jeśli przyjąć niepeklowany surowiec za 100%. Z kolei podręcznik A. Olszewskiego „Technologia przetwórstwa mięsa” podaje wydajność w produkcji przemysłowej od 115% do 119%.

## Rejestracje jako produkt tradycyjny
Baleron został zarejestrowany przez Ministerstwo Rolnictwa i Rozwoju Wsi jako produkt tradycyjny w 3 województwach:
- Baleron wędzony z Proszówek (woj. małopolskie)[11]
- Baleron wędzony z mazurskiej masarni (woj. warmińsko-mazurskie)[12]
- Baleron nadwieprzański (Baranów, woj. lubelskie)[13]